# Papunya
Papunya ist eine kleine Siedlung der Aborigines mit etwa 400 Einwohnern 240 Kilometer nordwestlich von Alice Springs im Northern Territory in Australien. Papunya ist bekannt durch seine weltweit anerkannte Aborigine-Künstlerkolonie. In diesem Ort leben die Aborigines der Stämme Pintupi und Luritja. Papunya und das Land gehören diesen Aborigine, und für eine Durchfahrt wird eine Erlaubnis benötigt.

## Entwicklung der Siedlung
Die Pintupi- und die Luritja-People wurden in den 1930er Jahren nach Hermannsburg und nach Haasts Bluff deportiert, da es Konfrontationen mit ihrem Lebensstil als Nomaden und den Rinderzüchtern gab, die in das Land eindrangen und die Wasserlöcher für sich und das Vieh beanspruchten.
In den 1950er Jahren bohrte die australische Regierung Wasserlöcher und errichtete Gemeinschaftshäuser für die Aborigine und die Gemeinde wuchs auf mehr als 1000 Personen bis in die frühen 1970er Jahre an. Der Lebensstandard war niedrig, es gab Gesundheitsprobleme und Auseinandersetzungen zwischen den unterschiedlich sprechenden und von historischen Erfahrungen geprägten Gruppen. Die Pintupi wanderten in den frühen 1980er Jahren in ihr weiter westlich liegendes traditionelles Land ab. Sie gründeten ohne staatliche Hilfe 250 Kilometer von Papunya die Siedlung Kintore. 86,3 Prozent der Bewohner Papunyas sind lutherischen Glaubens. Dies ist eine der höchsten Quoten aller australischen Städte.

## Künstlerkolonie
In der Siedlung Papunya entwickelte sich seit den 1970er Jahren eine Künstlerkolonie, die die historische Kunst der Aborigines mit moderner Kunst verbindet und zu einer der bedeutendsten Künstlerbewegungen der Aborigines zählt. Papunya wurde an einer Stätte der Honigameisen, einem Ahnenwesen der Pintupi gegründet.
1971 erreichte der Kunstlehrer Geoffrey Bardon, dass die Mauern des Schulgebäudes mit traditionellen Motiven bemalt wurden. Old Tom Onion Tjapangati, der Besitzer des Honigameisen-Dreamings, gab die Erlaubnis das Honigtopfameisen-Wandgemälde anzufertigen. Dieses Wandbild wurde allerdings aufgrund einer Schulsauberkeitsverordnung 1972 wieder entfernt, nachdem Bardon die Schule verlassen hatte. Andere Aborigines waren nun ermutigt und malten. Bardon besorgte neue Materialien wie synthetische Farben und Bretter. Es kam zur Gründung der Papunya Tula Artist Cooperative. Die neuen Möglichkeiten boten umfangreichere Farbkompositionen und Gestaltungsformen, dennoch blieb die Malerei in ihren Möglichkeiten bis um 1980 auf traditionelle Darstellungen begrenzt. Nach weiteren drei Jahren nahm die Größe der Bilder auf Brettern zu und anschließend wurden Werke auf Leinwand gemalt. Die Künstler verwendeten naturalistische Darstellungen wie Schild, Speer, Axt und Symbole, die ihnen heilig waren. Linien, die bislang verwendet wurden, löste der Maler Johnny Warangkula Jupurrula mit als Erster auf. Er perfektionierte die Punktmalerei und schuf ikonographische Elemente, die sich im Bild auflösen. Dies war der Durchbruch und die Künstler Papunyas mit ihrem Dot-Painting (Punkte-Malerei) als Malstil errangen nationale und internationale Anerkennung.

## Bevölkerung
In Papunya leben 438 Menschen in 91 Familien mit durchschnittlich 2,3 Kindern pro Familie. Das Medianalter der Einwohner beträgt 27 Jahre. 46,6 % sind Männer und 53,4 % Frauen.
87,9 % der Einwohner sind Aboriginals; 3,2 % Australier; 2,3 % englisch; 1,6 % schottisch und 1,4 % deutsch. 93,6 % der Einwohner sind in Australien geboren.

### Religion
56,4 % der Einwohner sind Lutheraner, 10 % gehören keiner Religion an, 3,4 % sind Pentecostalisten und 2,5 % Baptisten.

### Sprachen
Neben Englisch sprechen 69,6 % der Bevölkerung Luritja; 7,5 % Warlpiri; 4,3 % Pintupi; 1,1 % Pidgin und 0,7 % Gurindji.